# 明治天皇駐蹕之処の碑

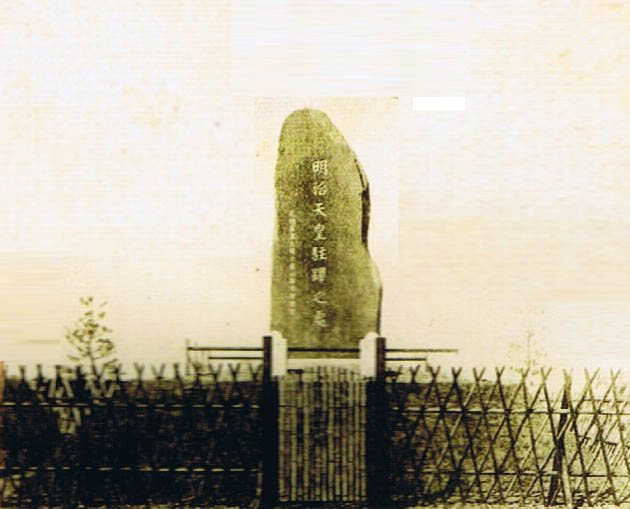
明治天皇駐蹕之処の碑

明治天皇駐蹕之処の碑（めいじてんのうちゅうひつのところのひ）は、千葉県船橋市に所在する記念碑。1978年（昭和43年）12月19日に「習志野地名発祥の地 附 明治天皇駐蹕之処の碑」の名称で船橋市指定史跡に附指定されている。習志野名所のひとつ。

## 概要
駐蹕（ちゅうひつ）とは、天子が行幸の途中で一時乗り物を停めること。一時、その土地に駐留することを指し、駐輦（ちゅうれん）と同義である。江戸幕府直轄の小金牧の一部だった大和田原で、1873年（明治6年）4月29日から5月1日、明治天皇が近衛兵を率いて野営し演習を天覧した。皇居に還幸した後、5月13日、この地を「習志野原」と命名した。その故事を記念するため、陸軍省の認可を得て、“明治50年”に相当する1917年（大正6年）10月に、陸軍省を中心とする有志によって碑が建立された。

## 石碑
高さ3.9メートル、幅1.6メートルの仙台石製。船橋市本町の石国の職人が文字を担当した。文字は陸軍大将山縣有朋の筆。石碑の裏には、明治天皇がここに露営し、演習を統監したこと、この地が演習に適すると認め、永く陸軍操錬場と定めたことが記されている。

## 所在地と地名
この石碑の所在地は当初、明治天皇が天幕を張ったとされる場所（船橋市習志野台四丁目59番）に建っていたが、現在は船橋市郷土資料館近くの薬円台公園内に移されている。
この石碑が元々建っていた習志野台四丁目59番付近は御幸台と呼ばれ、明治期の小字、戦後の習志野開拓時代の地区名、現在の習志野台4丁目町内会の名前、周辺にある船橋市立薬円台小学校の校歌にも「御幸台から登る日の…」という歌語で見受けられる。

## 写真

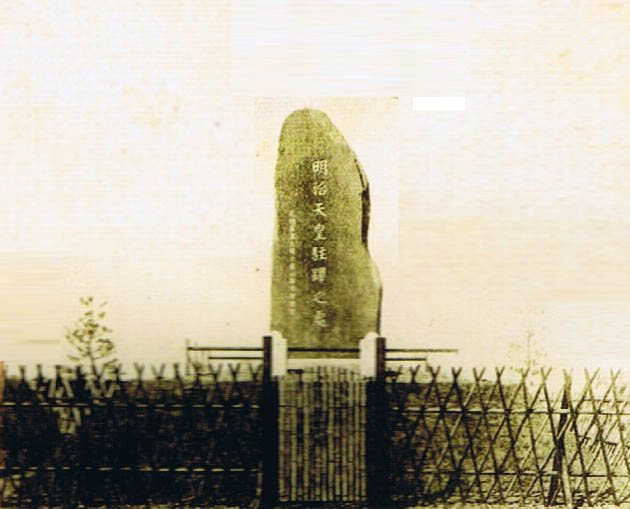
1917年頃
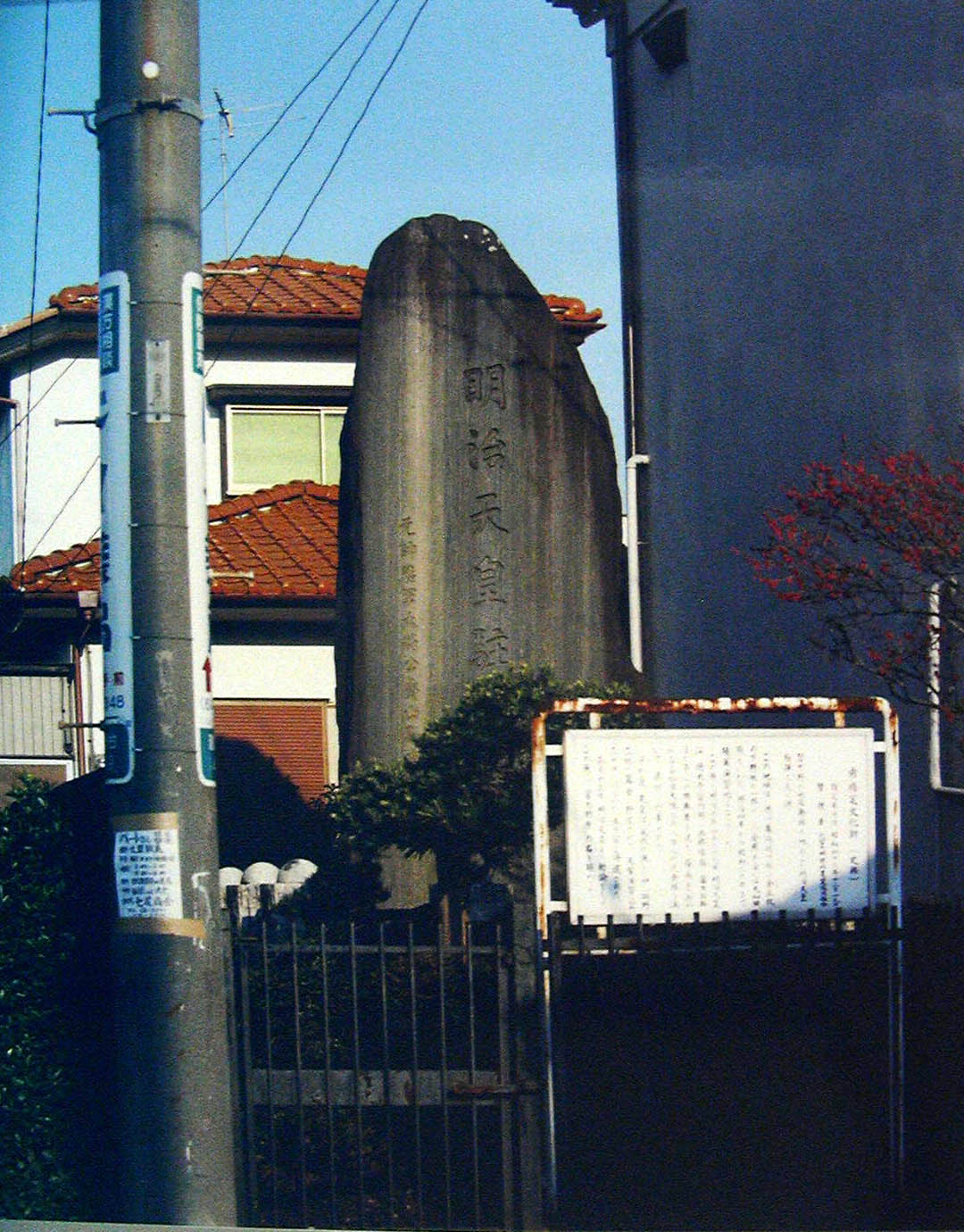
1980年
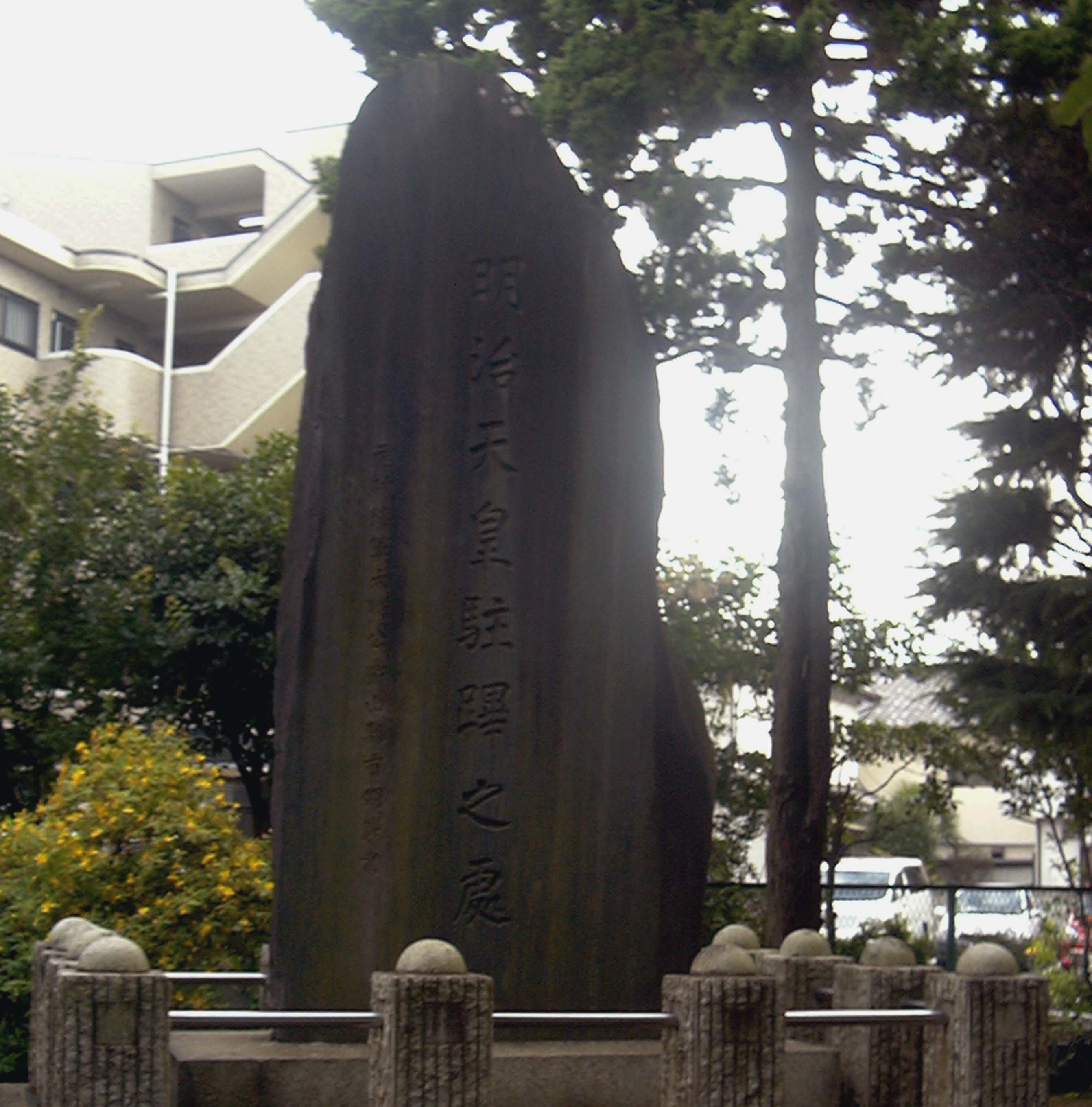
2005年

## 交通
- 京成松戸線習志野駅から徒歩8分